# Lassy (Ille-et-Vilaine)
Pour les articles homonymes, voir Lassy.
Lassy est une commune française située dans le département d'Ille-et-Vilaine, en région Bretagne.

## Géographie
La commune de Lassy est située à environ 25 km au sud-ouest de Rennes.
|        | Goven   |         |
| Baulon | Lassy   | Guichen |
|        | Guignen |         |

Lassy et La Chapelle-Bouëxic ne sont pas limitrophes, leurs frontières sont distantes d'une cinquantaine de mètres.

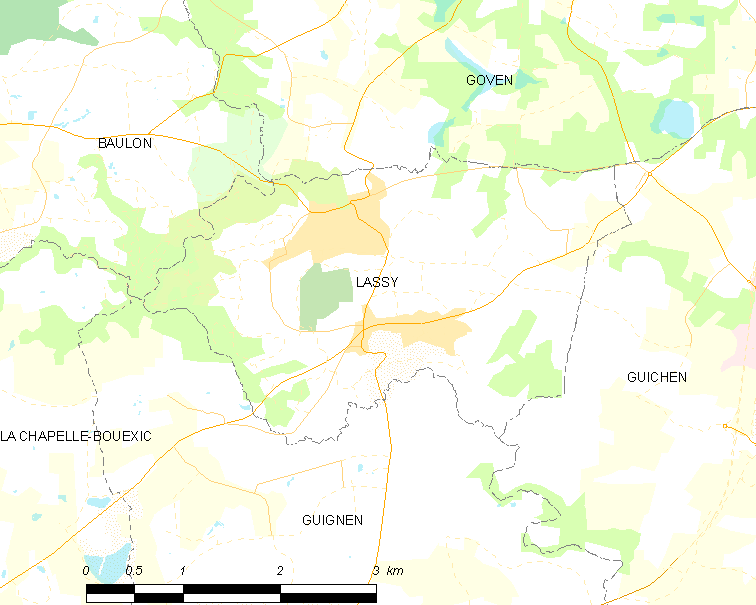
Carte de la commune.

### Hydrographie
Pour un article plus général, voir Réseau hydrographique d'Ille-et-Vilaine.
La commune est située dans le bassin Loire-Bretagne. Elle est drainée par le Canut, le Lampâtre, la Patonnaie, le ruisseau de la Chapinais, le ruisseau de la Dohinais et le ruisseau de la Potinais,,.
Le Canut (Saint-Senoux), d'une longueur de 45 km, prend sa source dans la commune de Plélan-le-Grand et se jette  dans la Vilaine à Saint-Senoux, après avoir traversé huit communes. 

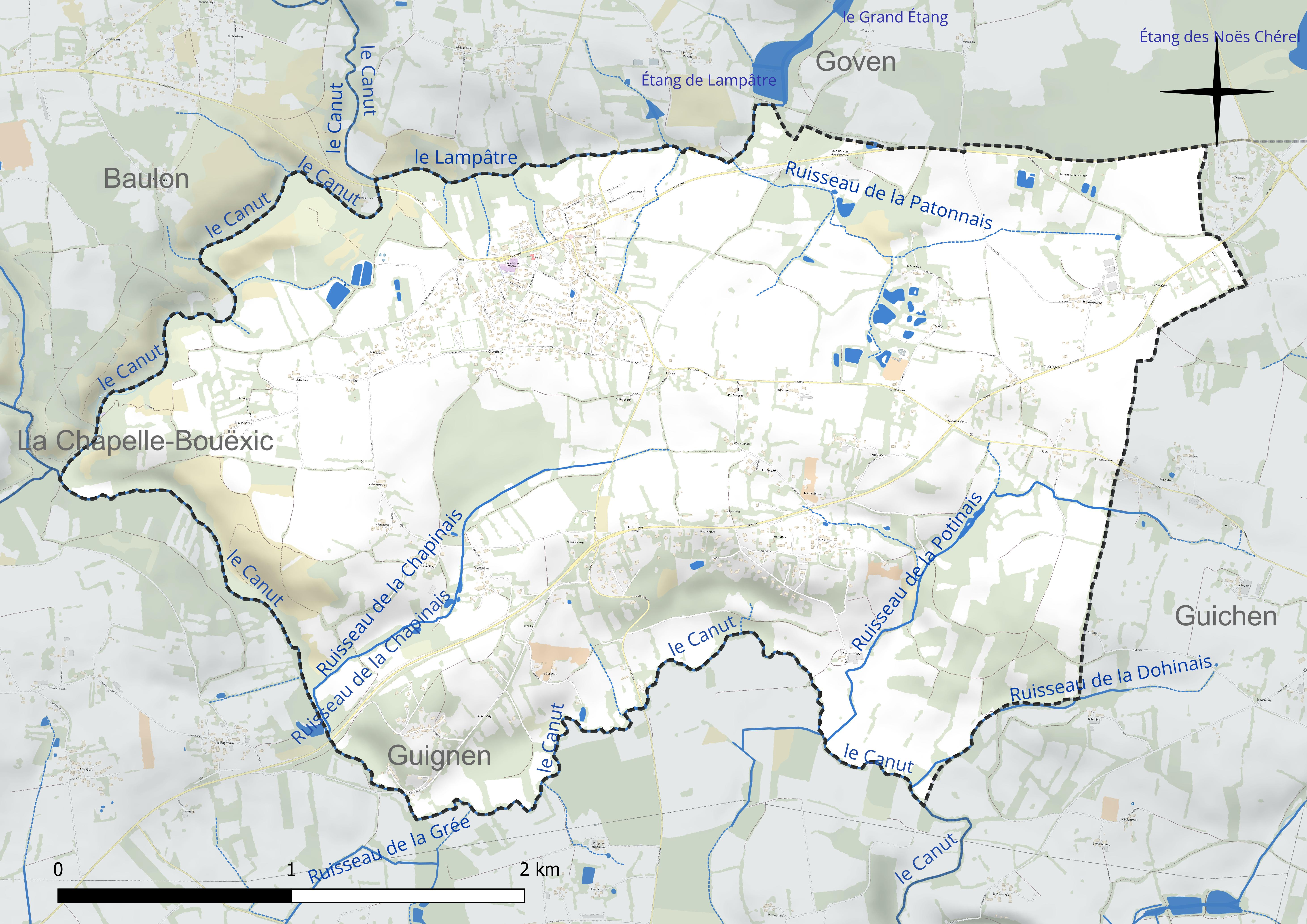
Réseau hydrographique de Lassy.

### Climat
Pour des articles plus généraux, voir Climat de la Bretagne et Climat d'Ille-et-Vilaine.
En 2010, le climat de la commune est de type climat océanique altéré, selon une étude du CNRS s'appuyant sur une série de données couvrant la période 1971-2000. En 2020, Météo-France publie une typologie des climats de la France métropolitaine dans laquelle la commune est exposée à un climat océanique et est dans la région climatique  Bretagne orientale et méridionale, Pays nantais, Vendée, caractérisée par une faible pluviométrie en été et une bonne insolation. Parallèlement l'observatoire de l'environnement en Bretagne publie en 2020 un zonage climatique de la région Bretagne, s'appuyant sur des données de Météo-France de 2009. La commune est, selon ce zonage, dans la zone « Sud Est », avec des étés relativement chauds et ensoleillés.  
Pour la période 1971-2000, la température annuelle moyenne est de 11,3 °C, avec une amplitude thermique annuelle de 12,9 °C. Le cumul annuel moyen de précipitations est de 793 mm, avec 12,9 jours de précipitations en janvier et 6,5 jours en juillet. Pour la période 1991-2020, la température moyenne annuelle observée sur la station météorologique la plus proche, située sur la commune du Rheu à 15 km à vol d'oiseau, est de 12,2 °C et le cumul annuel moyen de précipitations est de 720,4 mm,. Pour l'avenir, les paramètres climatiques de la commune estimés pour 2050 selon différents scénarios d'émission de gaz à effet de serre sont consultables sur un site dédié publié par Météo-France en novembre 2022.

## Urbanisme

### Typologie
Au 1er janvier 2024, Lassy est catégorisée bourg rural, selon la nouvelle grille communale de densité à sept niveaux définie par l'Insee en 2022.
Elle est située hors unité urbaine. Par ailleurs la commune fait partie de l'aire d'attraction de Rennes, dont elle est une commune de la couronne,. Cette aire, qui regroupe 183 communes, est catégorisée dans les aires de 700 000 habitants ou plus (hors Paris),.

### Occupation des sols
L'occupation des sols de la commune, telle qu'elle ressort de la base de données européenne d'occupation biophysique des sols Corine Land Cover (CLC), est marquée par l'importance des territoires agricoles (98,6 % en 2018), en diminution par rapport à 1990 (70,5 %). La répartition détaillée en 2018 est la suivante : 
zones agricoles hétérogènes (57,1 %), forêts (14,7 %), zones urbanisées (9,8 %), prairies (8,4 %), milieux à végétation arbustive et/ou herbacée (6,9 %), terres arables (3,1 %). L'évolution de l'occupation des sols de la commune et de ses infrastructures peut être observée sur les différentes représentations cartographiques du territoire : la carte de Cassini (XVIIIe siècle), la carte d'état-major (1820-1866) et les cartes ou photos aériennes de l'IGN pour la période actuelle (1950 à aujourd'hui).

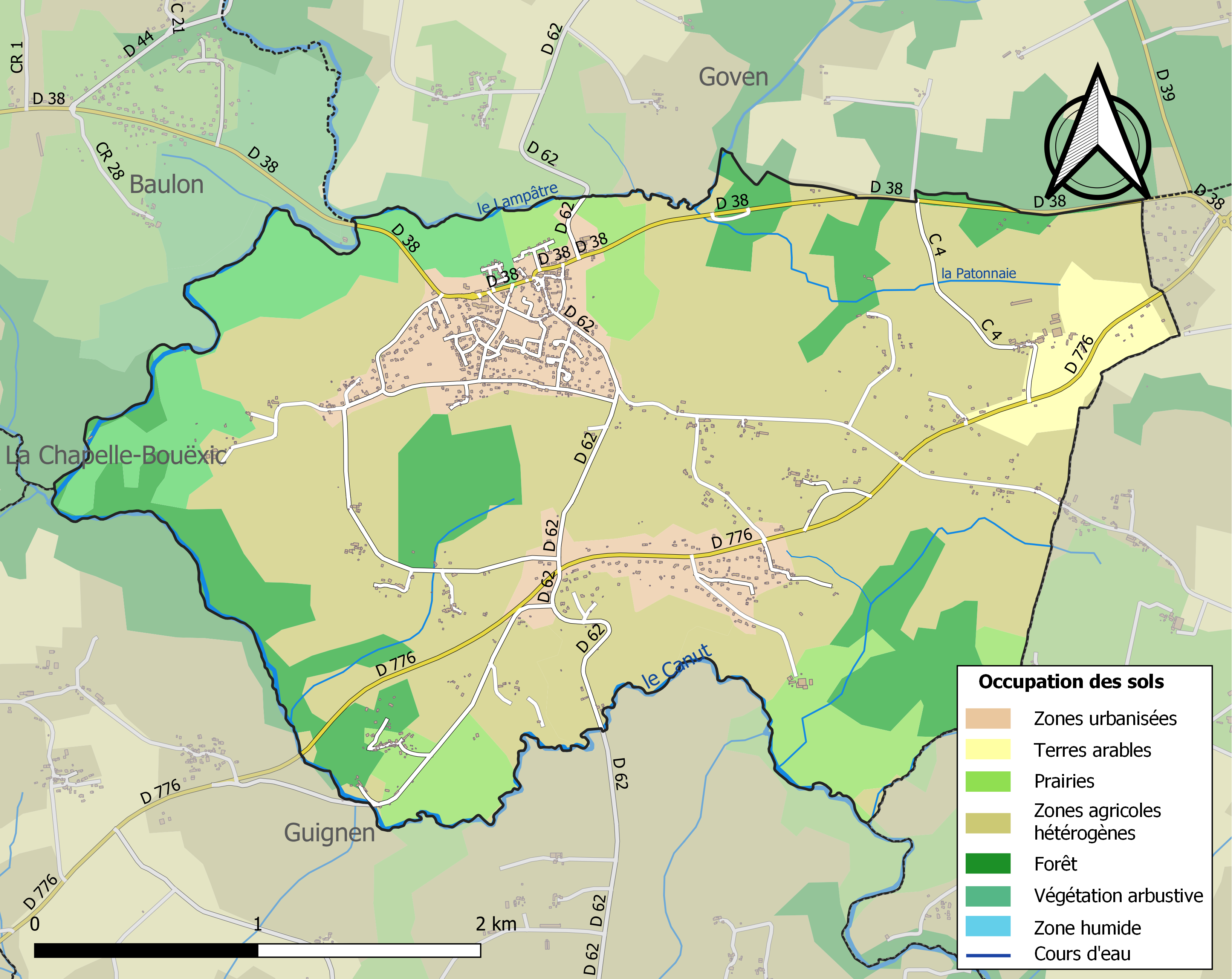
Carte des infrastructures et de l'occupation des sols de la commune en 2018 (CLC).

## Toponyme
Les formes anciennes attestées sont : Lassic (1219), Lardiz (1330), Lassy (XVIe siècle).
En gallo, le nom de la commune est Lâssi prononcé [lɑsi].
La forme bretonne proposée par l'Office public de la langue bretonne est Lazig.

## Politique et administration

### Liste des maires
| Période                                  | Période   | Identité                    | Étiquette   | Qualité     |
| ---------------------------------------- | --------- | --------------------------- | ----------- | ----------- |
| Les données manquantes sont à compléter. |           |                             |             |             |
| 1964                                     | mars 1983 | Joseph Legendre (1911-2004) |             | Agriculteur |
| mars 1983                                | mars 2008 | Raymond Piron               |             | Retraité    |
| mars 2008                                | En cours  | Didier Le Chénéchal         | PRG puis SE | Ingénieur   |

### Jumelages
Lassy est membre du comité de jumelage du canton de Guichen et est jumelée avec quatre villes d'autres pays :
- Villafranca de los Barros (Espagne) depuis 1990
- Skerries (Irlande) depuis 1990
- Milevsko (Tchéquie) depuis 1990
- Śrem (Pologne) depuis 1990

## Démographie
L'évolution du nombre d'habitants est connue à travers les recensements de la population effectués dans la commune depuis 1793. Pour les communes de moins de 10 000 habitants, une enquête de recensement portant sur toute la population est réalisée tous les cinq ans, les populations de référence des années intermédiaires étant quant à elles estimées par interpolation ou extrapolation. Pour la commune, le premier recensement exhaustif entrant dans le cadre du nouveau dispositif a été réalisé en 2004.

En 2022, la commune comptait 1 817 habitants, en évolution de +8,54 % par rapport à 2016 (Ille-et-Vilaine : +5,46 %, France hors Mayotte : +2,11 %).
| 1793 | 1800 | 1806 | 1821 | 1831 | 1836 | 1841 | 1846 | 1851 |
| ---- | ---- | ---- | ---- | ---- | ---- | ---- | ---- | ---- |
| 744  | 694  | 655  | 732  | 669  | 642  | 612  | 600  | 681  |

| 1856 | 1861 | 1866 | 1872 | 1876 | 1881 | 1886 | 1891 | 1896 |
| ---- | ---- | ---- | ---- | ---- | ---- | ---- | ---- | ---- |
| 692  | 713  | 700  | 693  | 738  | 721  | 734  | 702  | 701  |

| 1901 | 1906 | 1911 | 1921 | 1926 | 1931 | 1936 | 1946 | 1954 |
| ---- | ---- | ---- | ---- | ---- | ---- | ---- | ---- | ---- |
| 651  | 669  | 620  | 512  | 502  | 486  | 441  | 412  | 390  |

| 1962 | 1968 | 1975 | 1982 | 1990 | 1999  | 2004  | 2006  | 2009  |
| ---- | ---- | ---- | ---- | ---- | ----- | ----- | ----- | ----- |
| 333  | 373  | 441  | 729  | 911  | 1 026 | 1 247 | 1 311 | 1 381 |

| 2014  | 2019  | 2022  | - | - | - | - | - | - |
| ----- | ----- | ----- | - | - | - | - | - | - |
| 1 563 | 1 757 | 1 817 | - | - | - | - | - | - |

## Lieux et monuments
- L'église Saint-Martin : construite au XVIe siècle, rénovée au XVIIIe siècle puis en 1848[27].
- Le moulin à eau du Bignon  construit au XVIIIe siècle.
- Le bâtiment de la mairie.
- Une croix de chemin[28] et une croix de cimetière[29].

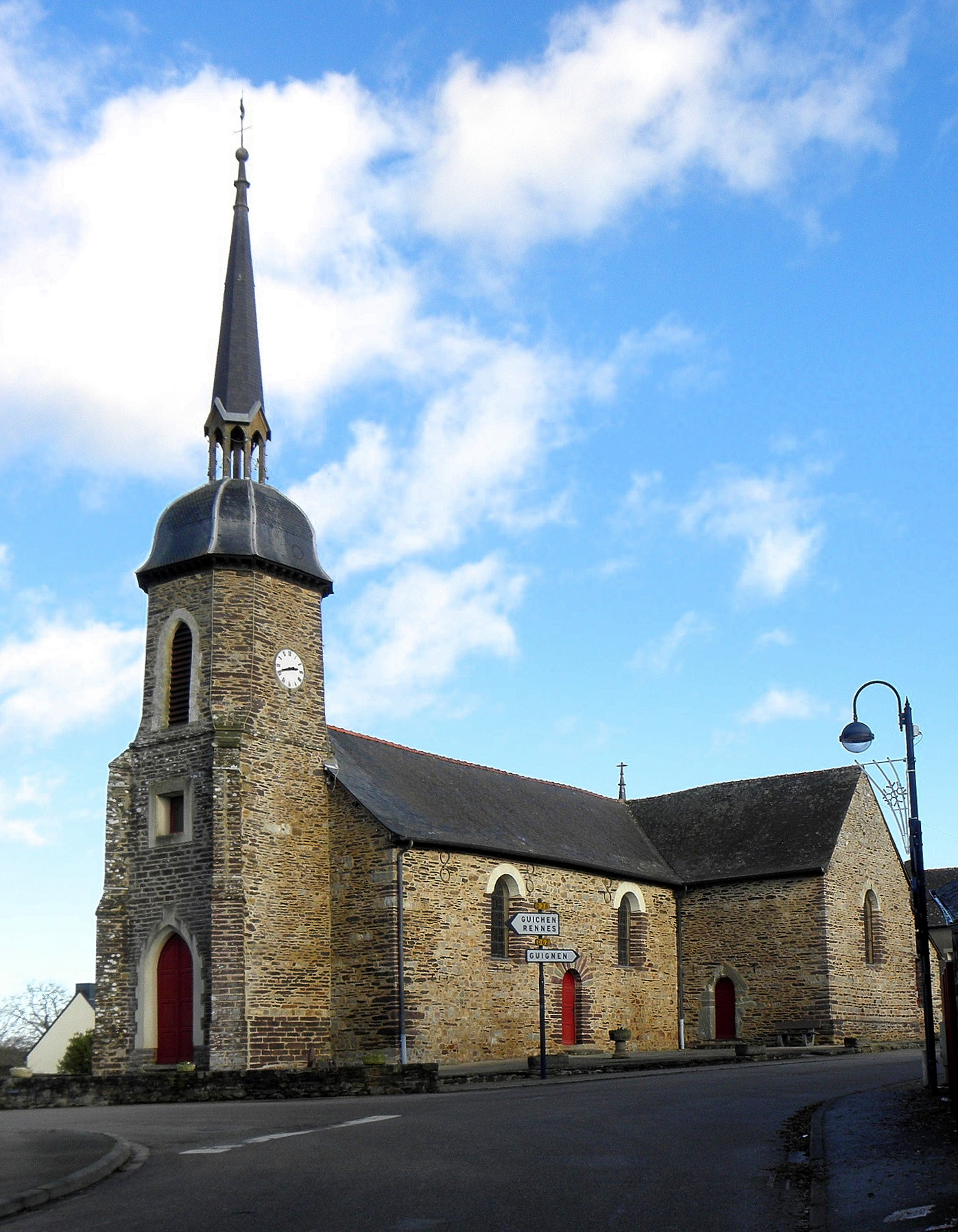
Église.
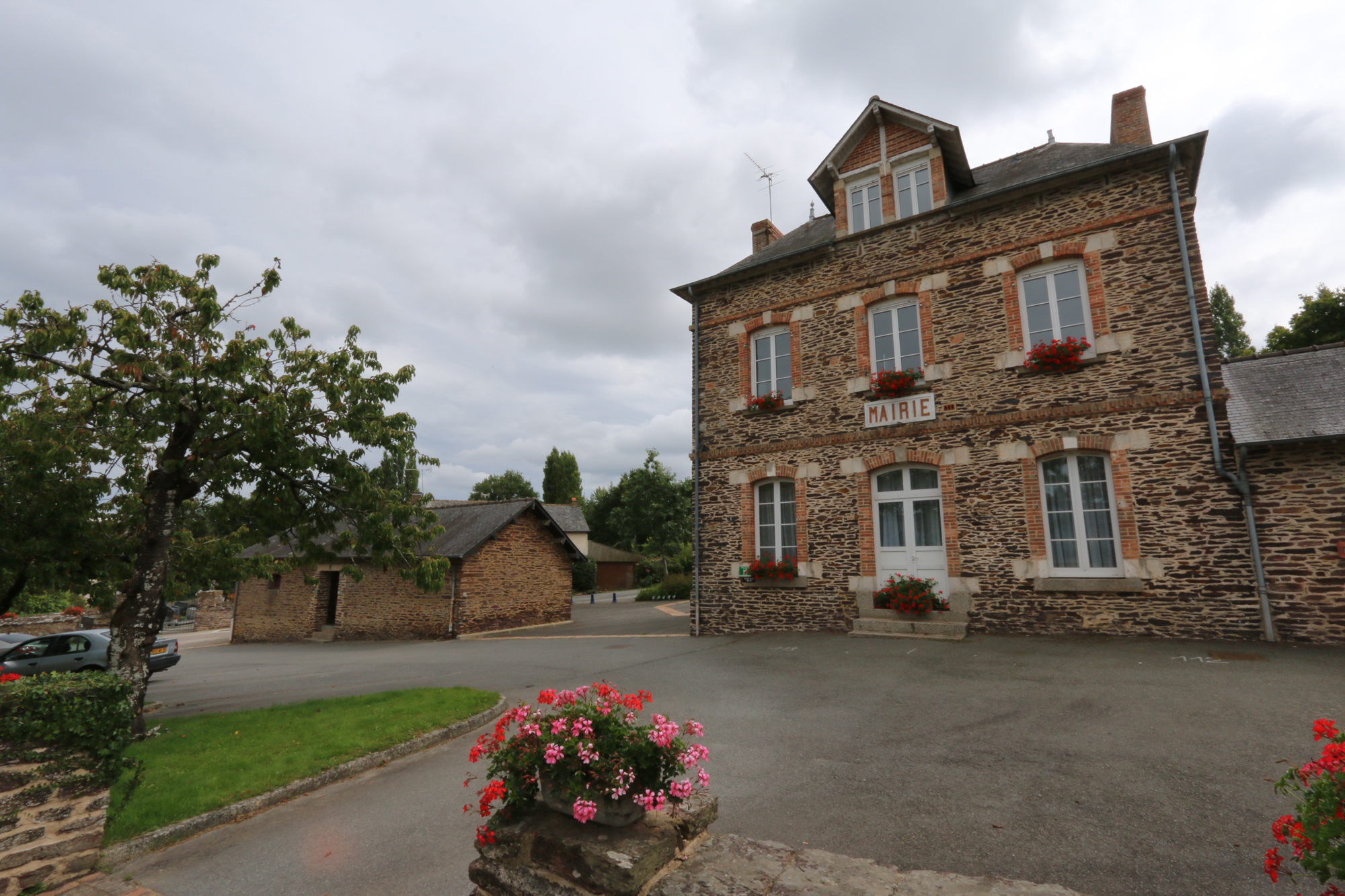
Mairie.
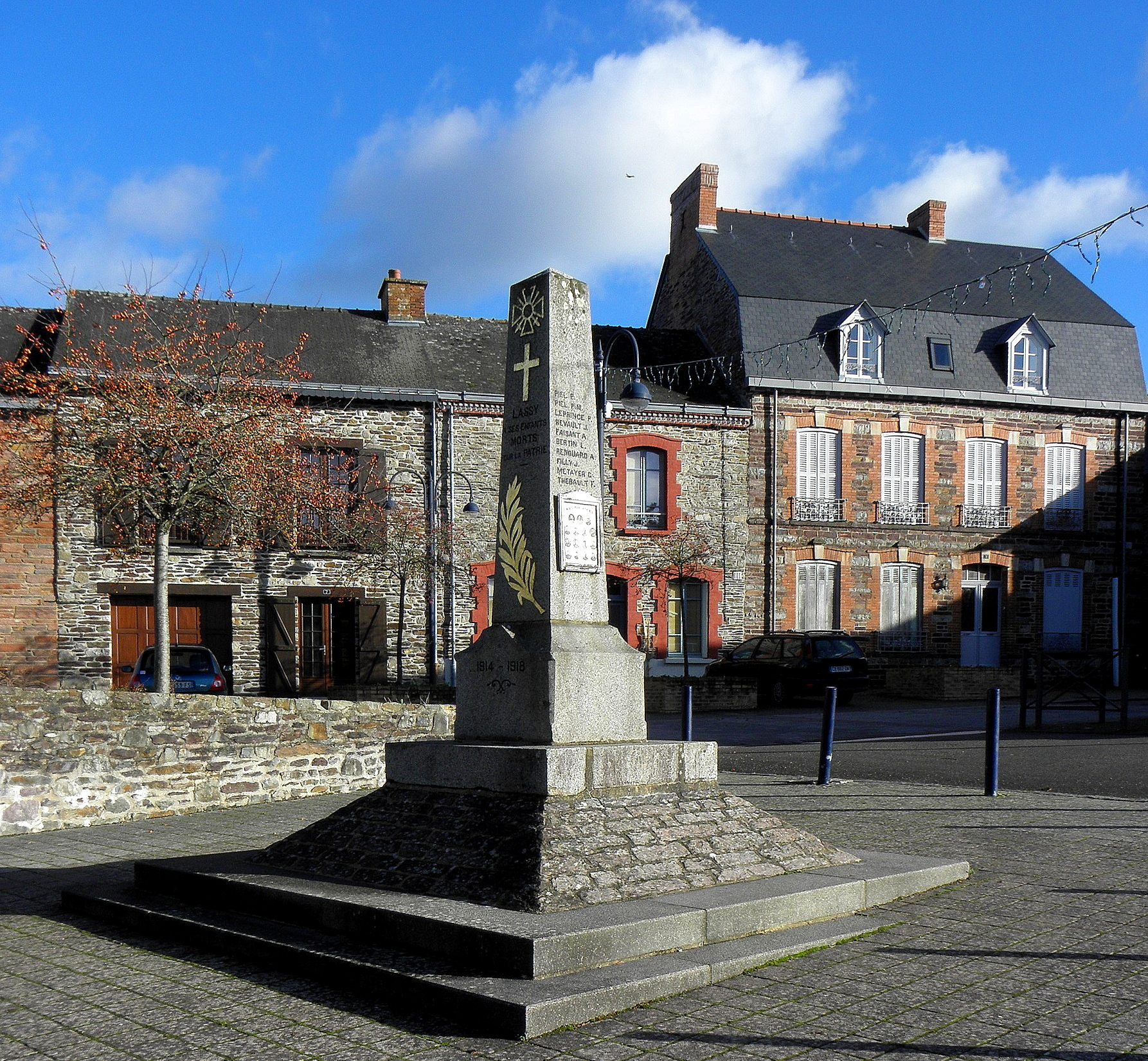
Monument aux morts.